# Boris Budnikov
Boris Fyodorovich Budnikov (em russo:  Борис Фёдорович Будников; 16 de fevereiro de 1942 — 26 de abril de 2023) foi um velejador soviético, medalhista olímpico. Ele competiu nos Jogos Olímpicos de Verão de 1980 na classe Soling e conquistou a medalha de prata, ao lado de Aleksandr Budnikov e Nikolay Polyakov.
Budnikov, que navegou pelo VS Moscou, participou três vezes dos Jogos Olímpicos. Em sua estreia olímpica em 1972, ele alcançou o nono lugar no Starboot no Centro Olímpico de Schilksee. Em 1980, os irmãos Budnikov e Polyakov sagraram-se campeões europeus juntos em Soling e vice-campeões europeus em 1982. Com outros dois tripulantes, Budnikow tornou-se novamente vice-campeão europeu em 1983 e também vice-campeão mundial em 1984.